# トヨタ・カローラスポーツ
カローラ スポーツ（COROLLA Sport）は、トヨタ自動車が生産・販売するハッチバック型の乗用車である。

## 概要
2006年発売の10代目以降は「地域最適化」を謳い、世界各地で仕様が大きく分けられていたカローラであったが、昨今のモジュール化の波に加えて世界的にスポーティデザインへ流行の兆しが見られることから、トヨタ・ニュー・グローバル・アーキテクチャー (TNGA) 採用に伴いカローラの統合を見据えて開発された。それまで「カローラiM」として販売していた北米では「カローラ ハッチバック」に改称され、2018年6月より投入されている。欧州向けには2018年のジュネーヴ・モーターショーで、当初3代目オーリスとして初披露されていたが、後にオーリスの車名を廃止することを明かし、「カローラ」の名称で2019年初頭から販売が開始された。なお、日本市場においては「12代目カローラシリーズの先駆け」とトヨタ自らが公表する通り、本モデルの登場から1年後の2019年9月にセダンが「カローラ」として、ワゴンが「カローラ ツーリング」としてそれぞれフルモデルチェンジされている。
車載通信機「DCM (Data Communication Module)」を全車に標準搭載し、同時に新型に移行した15代目クラウンと共に「初代コネクティッドカー」を標榜。シャシーはTNGAに基づく新プラットフォームを採用しているほか、上級グレードにはメーカーオプションで可変式ショックアブソーバーの「AVS」を用意しており（後述）、「走る・曲がる・止まる」といった車両性能の向上に大きく力を入れている。ボディサイズは2代目オーリスと比較して、全長を+45mm、全幅を+30mm拡大、ホイールベースは40mm延長され2,640mmとなった。また、全高は前輪駆動車が-20mm、四輪駆動車が-10mmとなり、ワイド＆ローをより強調したフォルムとなっている。
なお「カローラ」の名を冠し、かつカローラ店で取り扱うCセグメントクラスのハッチバックは、2006年10月に販売終了となったランクス以来11年8か月ぶりとなる。セダンモデルのアクシオは購入層の平均年齢がおおむね70歳代、ステーションワゴンモデルのフィールダーにおいてもおおむね60歳代ということから、本モデルの投入を通じて顧客層の若返りを図る狙いがある。
「カローラ スポーツ」の名称は、日本では初となるが、北米市場では1977年-3代目カローラ（E5#型）、1979年-4代目（E7#型）、1984年-5代目（E8#型）、1988年-6代目（E9#型）から、欧州市場では2002年-9代目（E12#型）、豪州市場では2006年-10代目（E15#型）、まで使用されている。　
欧州のみファンクショナル・マトリックスグリルを用いないGR SPORTモデルが、『カローラGR SPORT』の名でラインナップされている。

## ラインアップ
ここでは、日本仕様のグレードについて説明する。
G, HYBRID G
- カローラスポーツの基本となるグレード。205/55R16タイヤ＆16インチアルミホイール（センターオーナメント付）を履き、3灯式LEDヘッドランプ+LEDターンランプ+LEDクリアランスランプを採用。エクステリアでは、フロントロアグリルのフレーム部に「ガンメタリック艶有り塗装」、同メッシュ部に「ガンメタリック半艶塗装」、フロントフォグランプベゼルに「ブラック艶有り塗装」を施すほか、メッキドアウインドゥフレームモールディングを採用。
- インテリアでは、本革巻き3本スポークステアリングホイール、本革巻きシフトノブ、4.2インチTFTカラーマルチインフォメーションディスプレイ、左右独立温度コントロールフルオートエアコン、オーディオレス（6スピーカー）などを装備する。また1.2Lターボ車の「G」のみ、パドルシフトが与えられる。
- シート表皮はファブリック、内装色は「ブラック」が標準設定。また、メーカーオプションで本革+メランジ調ファブリック（内装色：サドルタン）を選択可能。

G"X", HYBRID G"X"
- 廉価グレード。「HYBRID G」および「G」に対して、タイヤ・ホイールが195/65R15タイヤ＆15インチスチールホイール（樹脂フルキャップ付）に変更となる[注 1]ほか、フロントロアグリルのフレーム、メッシュ部およびフロントフォグランプベゼルは「ブラック」仕上げ[注 2]、ドアウインドゥフレームモールディングもブラックとなる。
- インテリアでは、1.2Lターボ車のパドルシフトが非装備となるほか、3本スポークステアリングホイールとシフトノブがウレタンに[注 3]、オートエアコンがシングルモード仕様に、スピーカーは4スピーカーにそれぞれグレードダウンされる。また、フロントドアトリムショルダー（ソフトタイプ／ステッチ付）がオミットされるほか、ドアアームレスト表皮、センターコンソールボックスはステッチ付合成皮革巻きからファブリックに変更される等、インテリアの素材・加飾はシンプルな仕様となる。なお、シート表皮はファブリック、内装色は「ブラック」のみの設定となる。

G"Z", HYBRID G"Z"
- 最上級グレード。「HYBRID G」および「G」に対し、タイヤ・ホイールを225/40R18タイヤ＆18インチアルミホイール（切削光輝+ダークグレーメタリック塗装/センターオーナメント付）にサイズアップするほか、Bi-BeamLEDヘッドランプ、LEDデイライト、LEDフロントフォグランプが専用装備となる。また、フロントロアグリルのフレーム部は「サテンクロムメッキ」、センターピラーガーニッシュは「ブラック艶有り塗装」にそれぞれグレードアップされるほか、リヤバンパーにはクロムメッキ加飾が追加される。
- インテリアでは、メーターがオプティトロンメーターに変更されるほか、TFTカラーマルチインフォメーションディスプレイは7.0インチに大型化され、スピードメーター表示を追加。さらに自動防眩インナーミラーが装備される。
- 専用デザインのスポーツシートを採用。シート表皮はファブリック、内装色は「ブラック」が標準設定。また、メーカーオプションで本革+ウルトラスエード（内装色：センシャルレッド、ブラック（2019年9月の一部改良で追加））が設定されている。
- 「HYBRID G"Z"」、「G"Z"」のみのメーカーオプションとして、AVS、カラーヘッドアップディスプレイ、電動ランバーサポートなどが設定されている。

### 特別仕様車
(HYBRID) G"Style Package"
- 「G」・「HYBRID G」をベースに、外観はブラック塗装の16インチ専用アルミホイール、Bi-Beam LEDヘッドランプ、LEDデイライト、LEDフロントフォグランプが特別装備されたほか、フロントロアグリルのフレーム部にサテンクロムメッキ、リアバンパーにクロムメッキ加飾がそれぞれ施された。内装はセーレンの「レザテック」と合成皮革を組み合わせたブラックの専用シート表皮を採用したスポーツシートや7.0インチTFTカラーマルチインフォメーションディスプレイが特別装備された。

HYBRID G"Style 50 Million Edition"
- シリーズでのグローバル累計販売5,000万台達成を記念したもので、「HYBRID G」をベースに、外観は16インチアルミホイールをマットブラック塗装に、フロントロアグリルのフレーム部をブラックにそれぞれ変え、リアバンパーにクロムメッキ加飾が施され、フェンダー左右に専用ロゴデカールを装着。内装はステッチをブラックに、インパネオーナメントやステアリングホイール等の塗装をスモークシルバーメタリック塗装にそれぞれ変えたほか、メーターがオプティトロン（7インチTFTカラーマルチインフォメーションディスプレイ付）に、シート表皮が合成皮革+レザテック（ブラックのアクセントストライプとイエローゴールドのステッチ付）にそれぞれグレードアップされ、シートバックポケットを運転席にも追加。インストルメントパネルのアッパー部にレーザー刻印の専用ロゴとイエローゴールドのステッチが施された。運転席には一部に除電機能付表皮を設けることでドライバーと周辺に溜まっている静電気をボディ全体に分散させることで帯電量を軽減し、安定した車両挙動に寄与する除電スタビライジングプラスシートが採用された。そのほか、LEDヘッドランプをBi-BeamにグレードアップしてLEDデイライトが追加され、ベースグレードではメーカーオプション設定となるブラインドスポットモニター（BSM）+パーキングサポートブレーキ（後方接近車両）、9インチディスプレイオーディオ+6スピーカー、販売店装着オプションのLEDフロントフォグランプがそれぞれ特別装備される。
- ボディカラーは標準色のプラチナホワイトパールマイカ（メーカーオプション）、アディチュードブラックマイカに、特別設定色のプレシャスメタル（メーカーオプション）を加えたモノトーン3色を設定し、ツートーン（メーカーオプション）には特別設定色のアディチュードブラックマイカ×プレシャスメタルが設定される。

## 年表
2018年3月23日
2018年ニューヨーク国際自動車ショーで、北米仕様の「カローラハッチバック」を初披露。
米国では2018年夏に「カローラiM」の後継モデルとして発売すると発表。また、日本でも2018年初夏からトヨタカローラ店で販売を開始する予定であることがアナウンスされた。
2018年6月26日
「カローラスポーツ」として日本で発表・発売。キャッチフレーズは「新世代ベーシック。」で、CMキャラクターは菅田将暉、中条あやみ。
「インテリジェントマニュアルトランスミッション」（iMT）搭載車は8月発売予定、とアナウンスされた。
グレード構成は、ハイブリッド車の「HYBRID G」と1.2Lターボ車の「G」の2種類が基本で、それぞれに、廉価グレードの「G"X"」と最上級グレードの「G"Z"」を設定。
ボディカラーは、2代目オーリスから継続設定となる「ホワイトパールクリスタルシャイン（メーカーオプション）」、「シルバーメタリック」、新設定の「スーパーホワイトII」、「アティチュードブラックマイカ」、「ブラッキッシュアゲハガラスフレーク（メーカーオプション）」に加え、新規開発色の「スカーレットメタリック（メーカーオプション）」、「オキサイドブロンズメタリック」、「シアンメタリック」の全8色を設定。
2018年8月2日
6速MT車を発売。
安全装備では、CVT車にメーカーオプション設定となるインテリジェントクリアランスソナー、や、リヤクロストラフィックオートブレーキ+ブラインドスポットモニターに替わり、クリアランスソナー＆バックソナー、リヤクロストラフィックアラート+ブラインドスポットモニターが、6速MT車専用のメーカーオプションとして設定されている。
2019年9月17日
カローラ（セダン）及びカローラツーリングのフルモデルチェンジと同時に一部改良。キャッチフレーズは「あなたの真ん中へ。この世界の真ん中へ。」
ボディカラーに「エモーショナルレッドII（メーカーオプション）」を追加設定して9色に拡大するとともに、「G」と「G"Z"」（「HYBRID G」・「HYBRID G"Z"」を含む）にはアティチュードブラックマイカと組み合わせたツートーン3色（ホワイトパールクリスタルシャイン・エモーショナルレッドII・シアンメタリック）がメーカーオプション設定された。
カローラ（セダン）やカローラ ツーリングに採用されているディスプレイオーディオが全車標準装備され、スマートフォンとの連携（SmartDaviceLink・Apple CarPlay・Android Auto）に対応したほか、エントリーナビキット又はT-Connectナビキットの選択により車載用ナビ機能の利用も可能である。
走行性能ではサスペンションが最適化された。
2020年5月1日（補足）
東京都を除く全ての地域での全車種併売化に伴い、トヨタ店、トヨペット店、ネッツトヨタ多摩・ネッツトヨタ東都を除くネッツ店での販売が開始された。
2020年6月1日
一部改良並びに特別仕様車「G"Style Package"」・「HYBRID G"Style Package"」を発売。
ボディカラーは「スカーレットメタリック（メーカーオプション）」と「オキサイドブロンズメタリック」を廃止する替わりに新色の「グレーメタリック」が追加され、メーカーオプションの「ホワイトパールクリスタルシャイン」は「プラチナホワイトパールマイカ」に変更。「G」と「G"Z"」（「HYBRID G」・「HYBRID G"Z"」を含む）専用のツートーン（メーカーオプション）は「アティチュードブラックマイカ×グレーメタリック」が追加され、「アティチュードブラックマイカ×ホワイトパールクリスタルシャイン」は「アティチュードブラックマイカ×プラチナホワイトパールマイカ」に変更された。さらに、「G"Z"」と「HYBRID G"Z"」にはシートヒーターが新たに標準装備された（「G」と「HYBRID G」はメーカーオプションの本革+メランジ調ファブリック・シート表皮を選択した場合にセット化）。
2021年7月2日
一部改良。
ボディカラーが変更となり、「シアンメタリック」が廃止され、メーカーオプションの「エモーショナルレッドII」を新規開発色の「エモーショナルレッドIII」へ差し替え。「G」と「G"Z"」（「HYBRID G」・「HYBRID G"Z"」を含む）専用のツートーン（メーカーオプション）は「アディチュードブラックマイカ×シアンメタリック」が廃止され、「アディチュードブラックマイカ×エモーショナルレッドII」を「アディチュードブラックマイカ×エモーショナルレッドIII」に差し替え。また、「G"X"」は「プラチナホワイトパールマイカ（メーカーオプション）」、「シルバーメタリック」、「グレーメタリック」、「アディチュードブラックマイカ」の4色のみの設定となった。
なお、今回の一部改良により、ハイブリッド車は2030年度燃費基準優良車（2030年度燃費基準達成車）となった。
2021年11月15日
特別仕様車「HYBRID G"Style 50 Million Edition"」が発売された。
2022年10月3日
一部改良。
後述するパワートレインの刷新や「Toyota Safety Sense」の機能拡大に加え、ディスプレイオーディオはコネクティッドナビ対応となり、グレードにより、8インチ又は車載ナビ機能を備えた10.5インチ（ディスプレイオーディオPlus）を設定。Apple CarPlayのワイヤレス接続に対応し、T-Connectの有料オプションにより車載Wi-Fiに対応した。
また、ドライブレコーダー（前方）とバックガイドモニターを「G"X"」にはメーカーオプション、「G」と「G"Z"」には標準装備され、「G」と「G"Z"」はバックガイドモニターをメーカーオプションで録画機能付にグレードアップ可能とした。ボディカラーは「G」と「G"Z"」において、ブラッキッシュアゲハガラスフレーク（メーカーオプション）を廃止する替わりに、オレンジマイカメタリックとダークブルーマイカメタリックを追加して7色に拡充した。
この一部改良に伴い、ガソリン車に設定されていた6速MT仕様車や4WD仕様車の設定もそれぞれ廃止されることとなり、特に、6速MT仕様車の需要は事実上、スポーツモデルのGRカローラが引き受ける形となった。
2024年4月2日
一部改良。
「G"Z"」において、ブラインドスポットモニター、パーキングサポートブレーキ（前後方静止物+後方接近車両）、「ナノイーX」が標準装備され、デジタルキーのメーカーオプションが設定された。また、ハイブリッド車はリアに装着されているハイブリッドシンボルマーク（HYBRID SYNERGY DRIVE）に替わって「HEV」エンブレムが装着された。
2025年5月9日
一部改良。
発売当初から設定されていたガソリン車が廃止され、ハイブリッド車に1本化。また、「G」はブラインドスポットモニター+安心降車アシスト、205/55R16タイヤ&16×7Jアルミホイール、LEDフロントフォグランプが標準装備化され、パーキングサポートブレーキは後方接近車両も標準設定化。「G"Z"」はドライブレコーダー 前方+バックガイドモニター （簡易録画機能付）、デジタルキー、ステアリングヒーター、ディスプレイオーディオplusが標準装備化された。メーカーオプションのアクセサリーコンセントには給電アタッチメントが追加された。

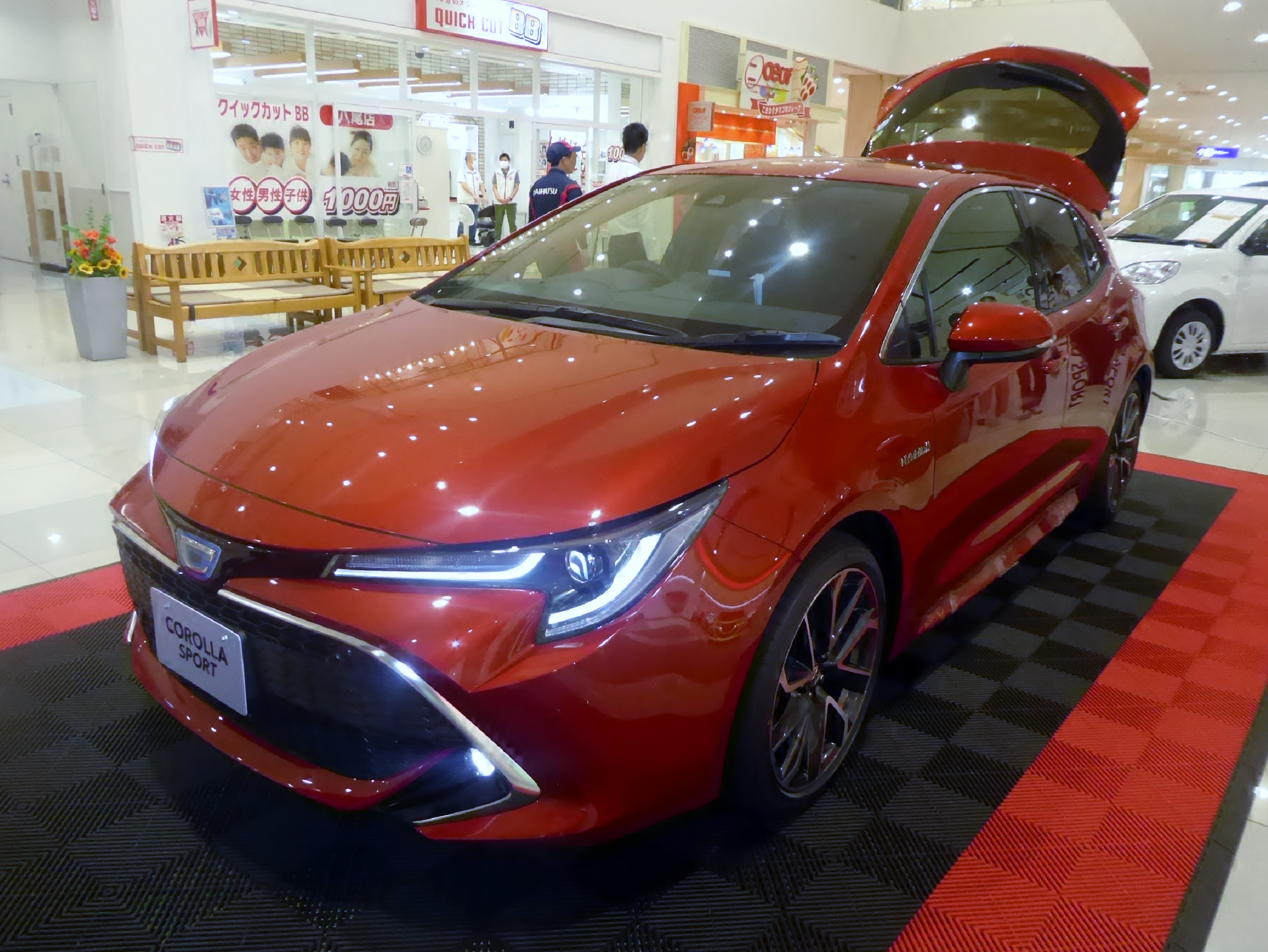
2018年6月販売型HYBRID G"Z"
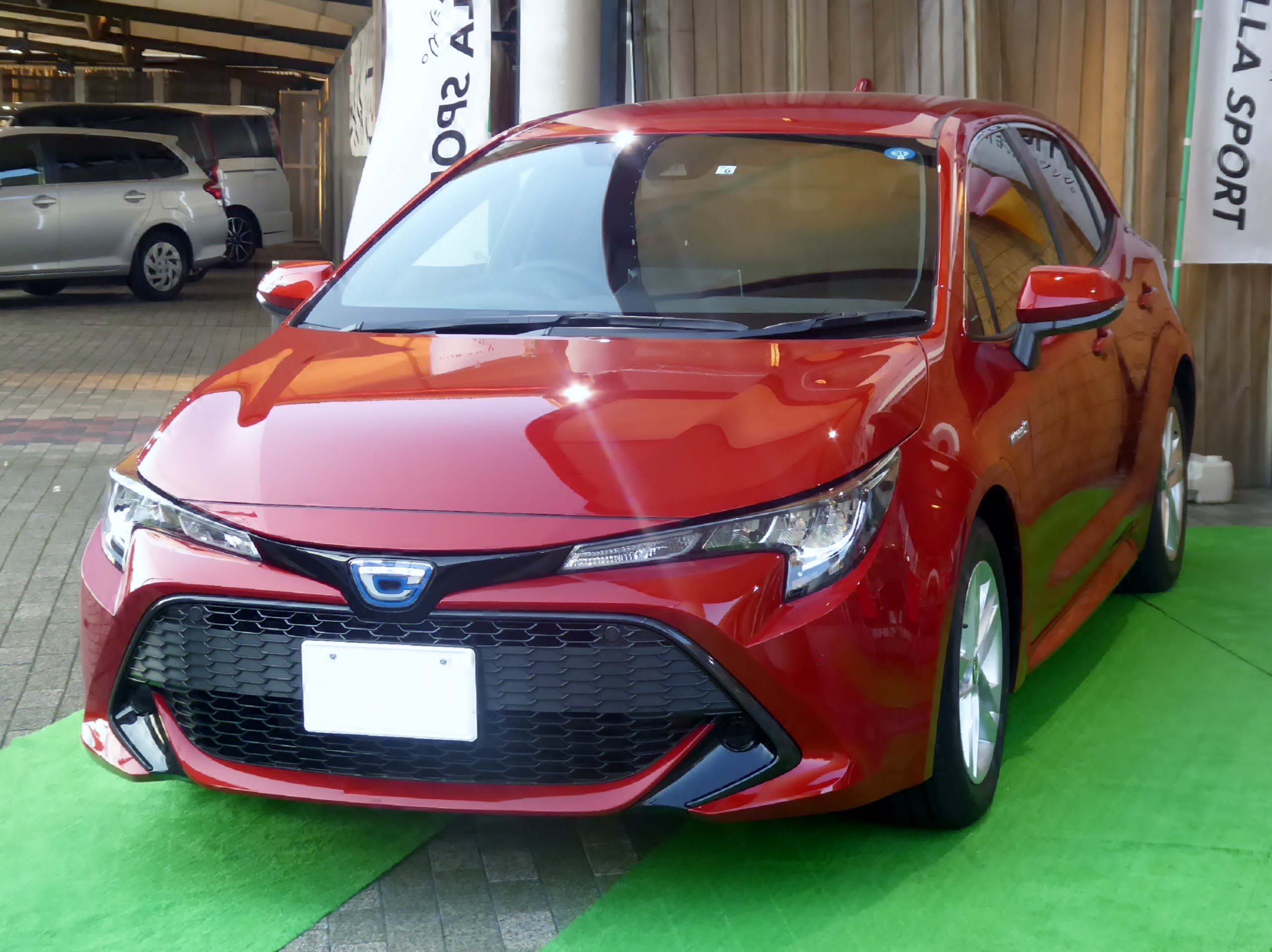
2018年6月販売型HYBRID G
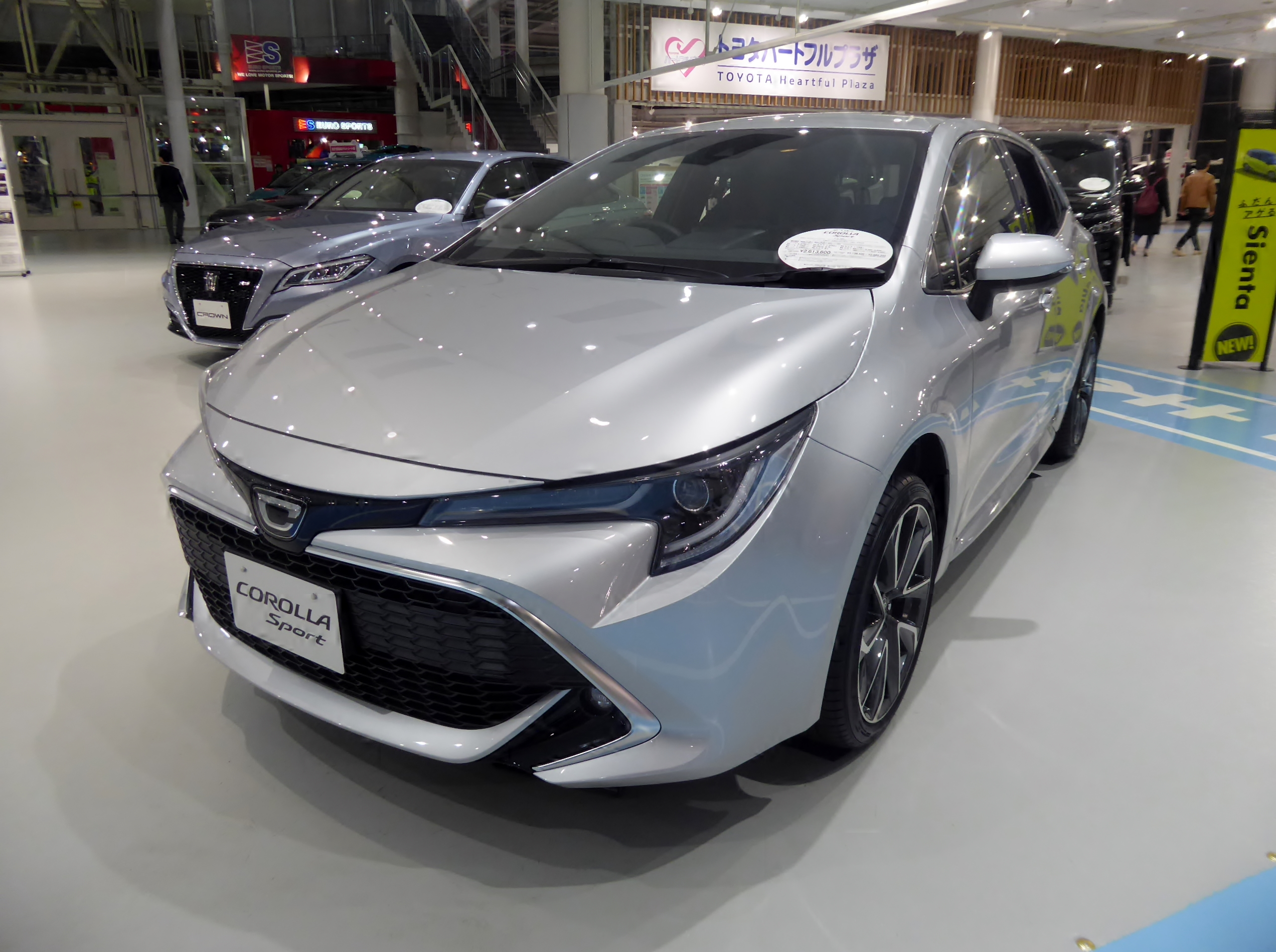
2018年6月販売型 G"Z" 4WD
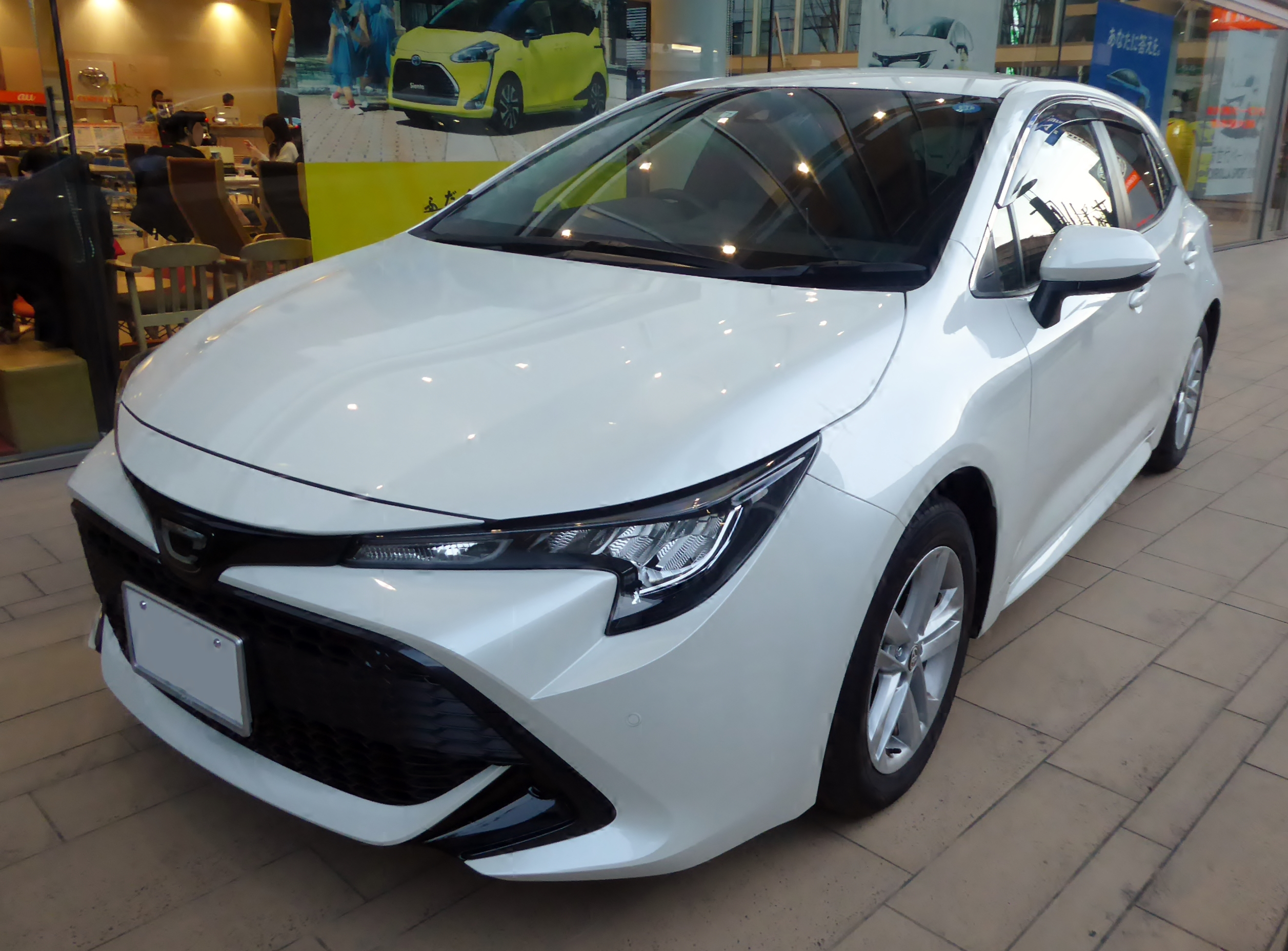
2018年6月販売型G 2WD
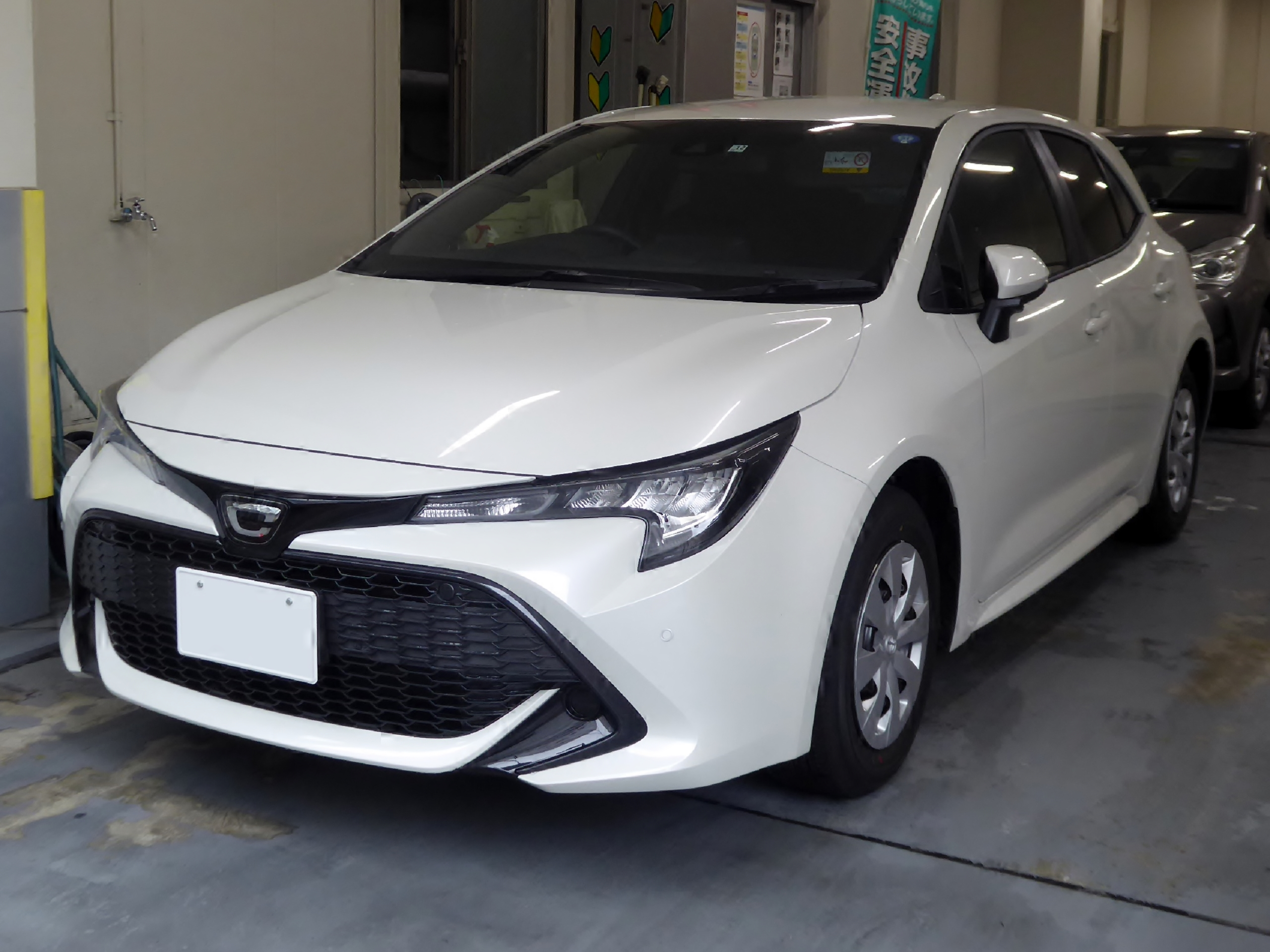
2018年6月販売型G"X" 2WD
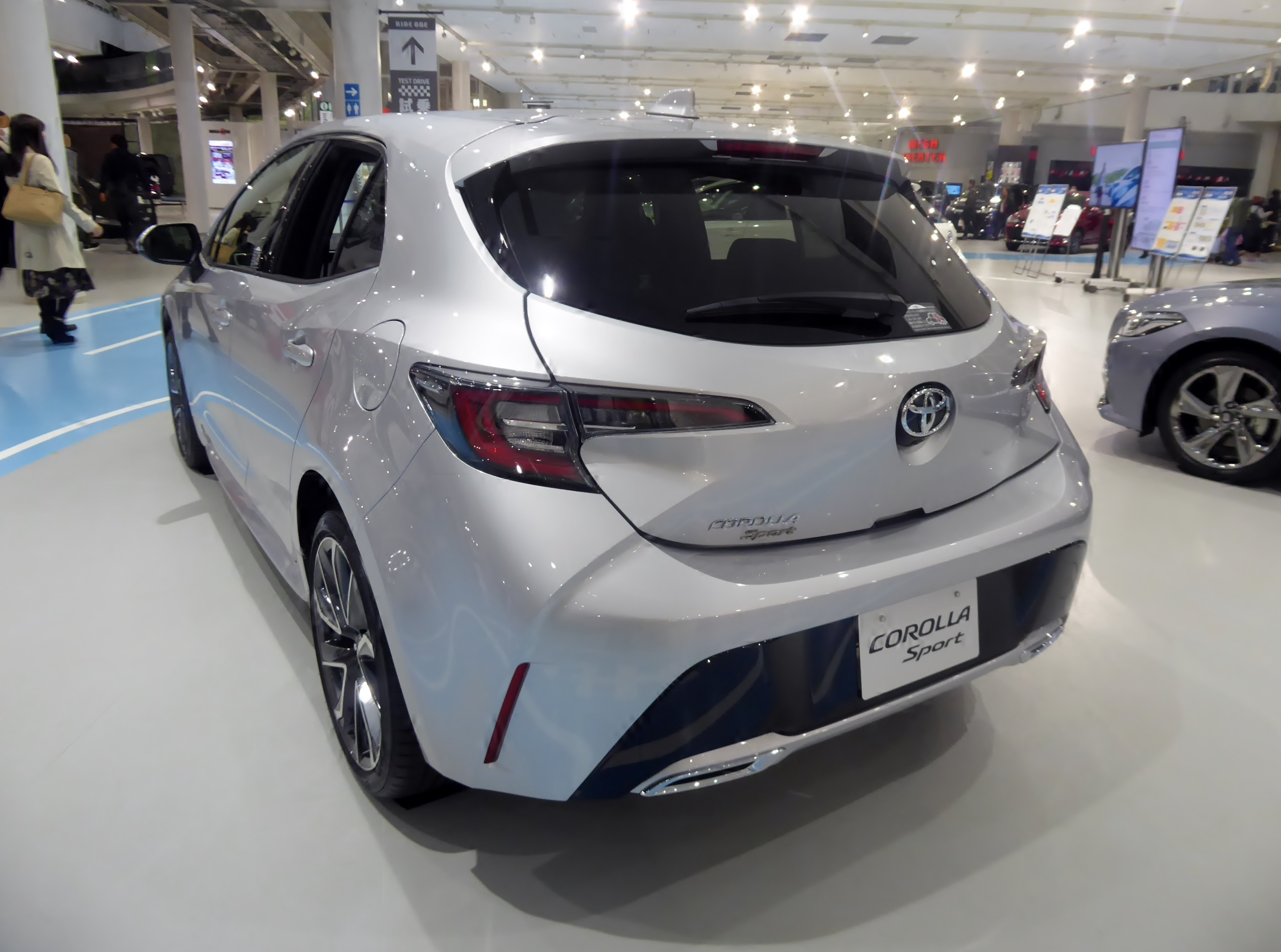
2018年6月販売型G"Z" 4WD リア
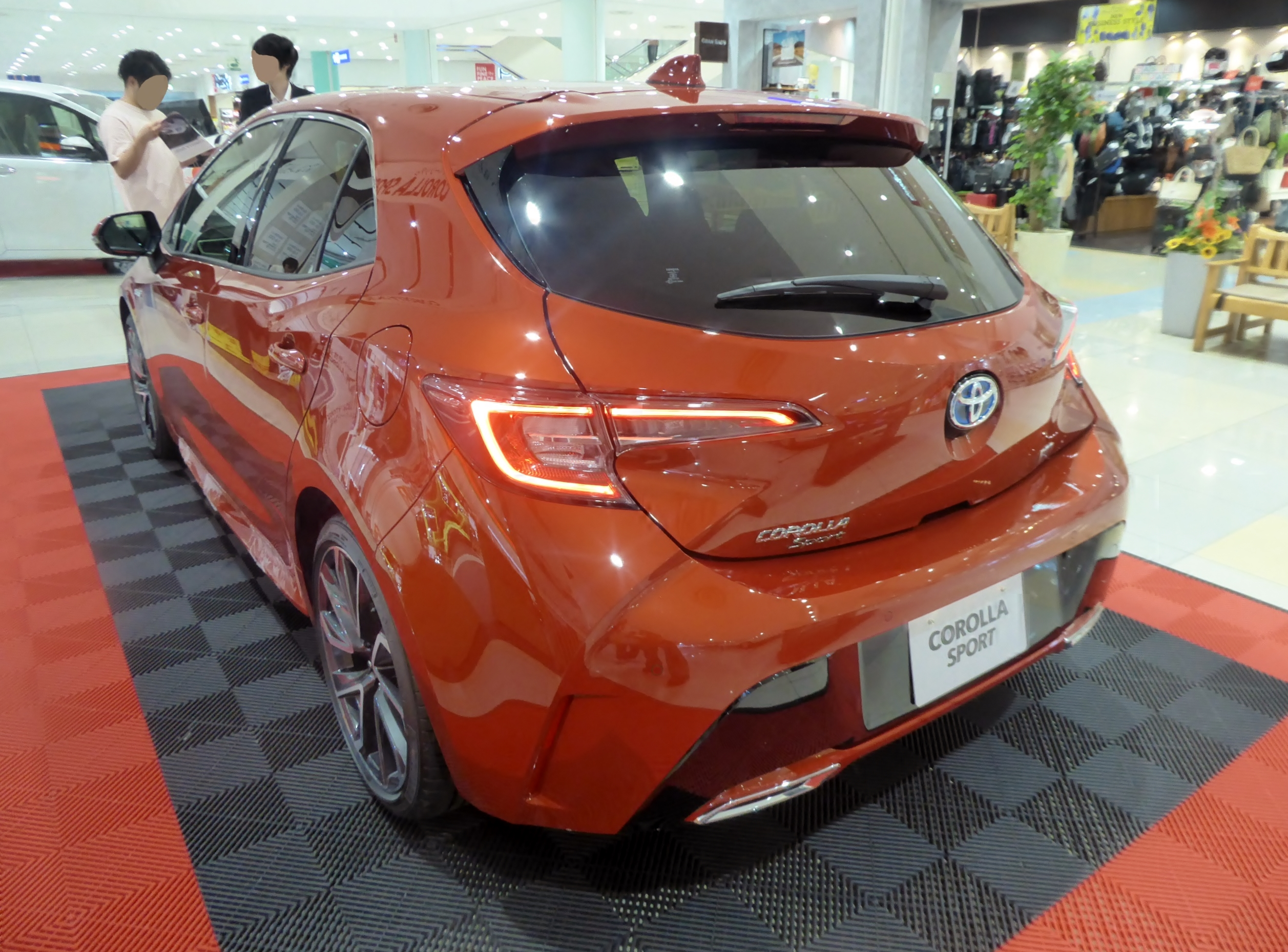
2018年6月販売型HYBRID G"Z" リア
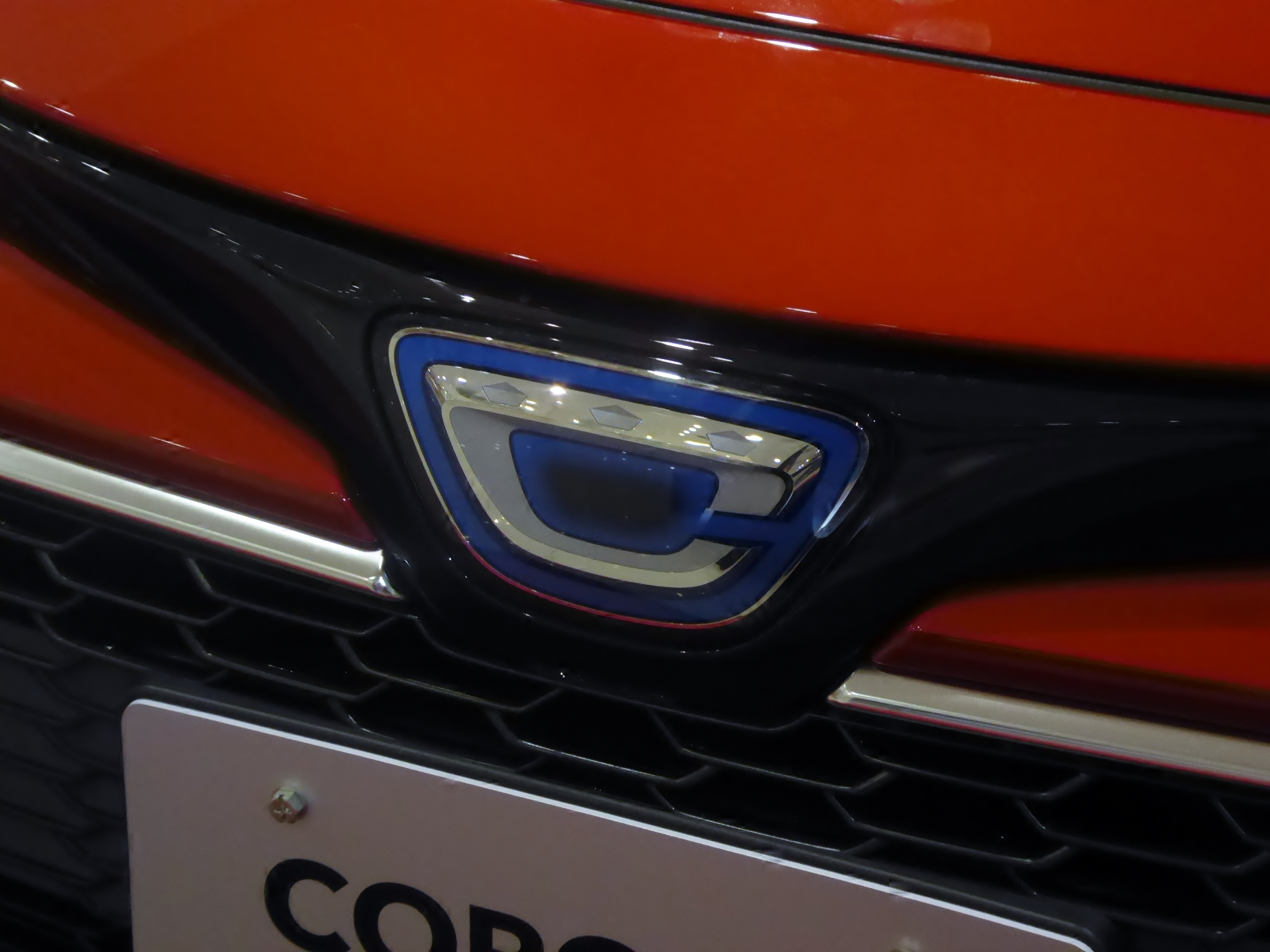
フロントグリルに装着されているエンブレム
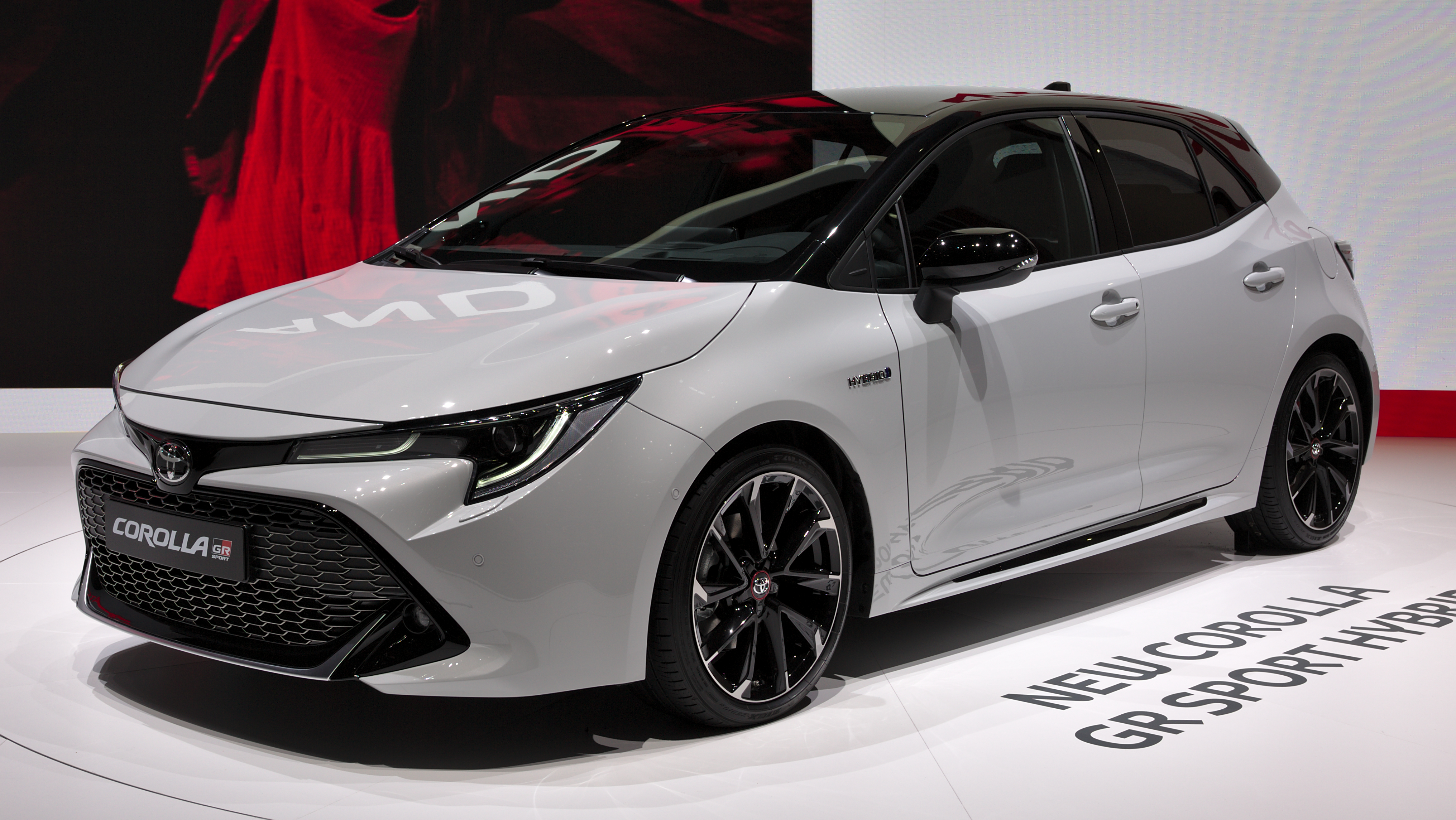
カローラGR SPORT
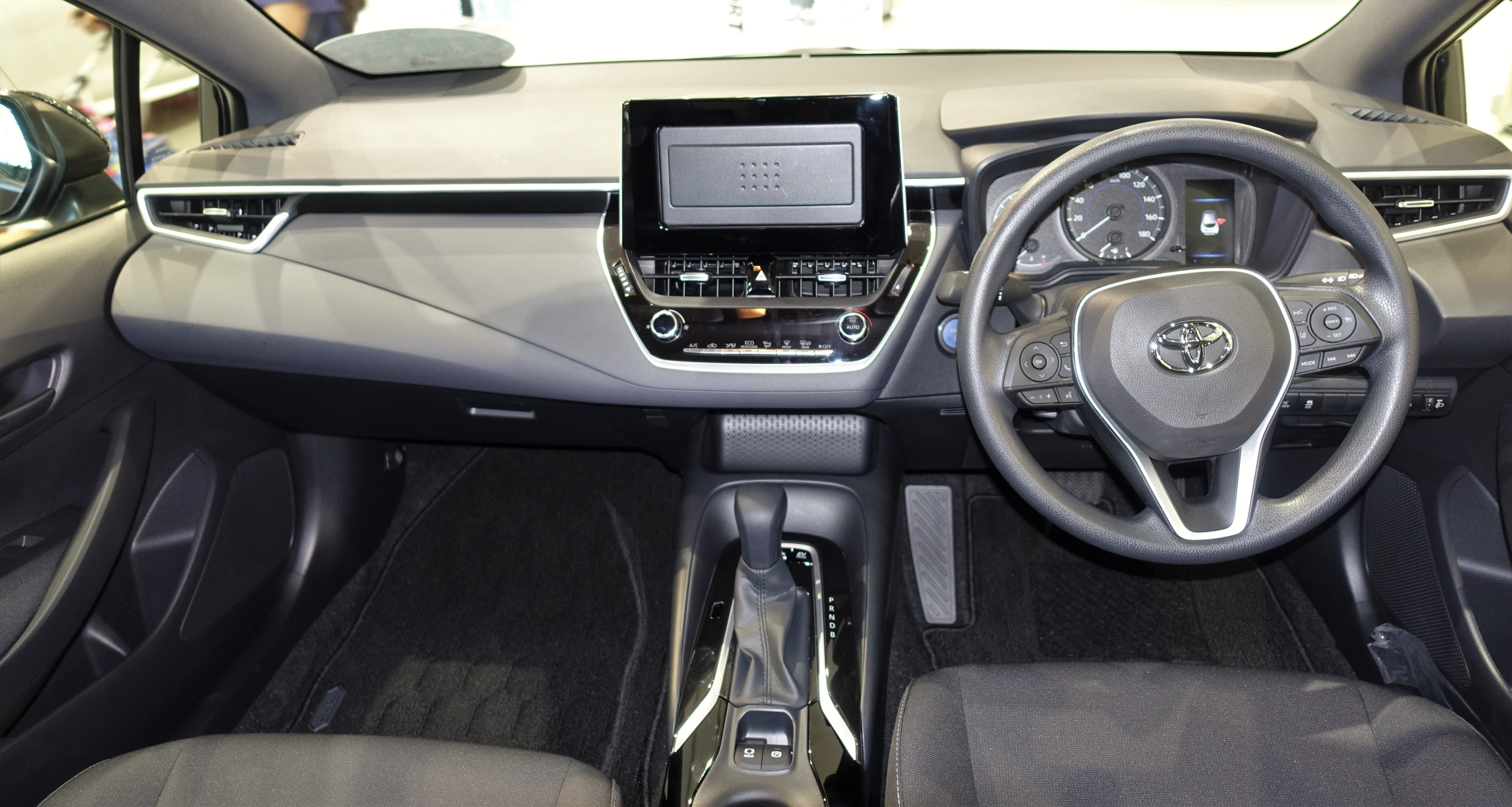
2018年6月販売型G"X" インテリア

## メカニズム
パワートレインは2種類を設定。2代目オーリスから継続搭載される1.2Lターボエンジン「8NR-FTS」型は、2代目オーリスのプレミアムガソリン指定からレギュラーガソリン対応に変更となったが、最高出力・最大トルクの数値に変化はない。トランスミッションは2代目オーリス同様「Super CVT-i」で、新たに10速スポーツシーケンシャルシフトマチックを採用（2代目オーリスでは7速）。また、2018年8月には6速MTを追加した。駆動方式は前輪駆動と四輪駆動（アクティブトルクコントロール4WD）を設定。一方で2代目オーリスに搭載されていた1.5Lの1NZ-FE型、1.8Lの2ZR-FAE型は廃止された。
ハイブリッド車用の「2ZR-FXE」型エンジンは、その形式名こそ2代目オーリスと共通だが、4代目プリウスから搭載が開始された大幅改良版に変更。併せてモーターも「3JM」型から「1NM」型との組み合わせとなっている。オーリスとの比較では、システム最高出力こそ90kW（122PS）と10kW（14PS）低下しているが、実用燃費が向上。また「平成30年基準排出ガス75%低減レベル（☆☆☆☆☆）」認定を取得している。なお、駆動方式は前輪駆動のみの設定となる。
2018年8月には6速MT車が発売され、1.2Lターボエンジン・前輪駆動のみと組み合わされた。この変速機は「インテリジェントマニュアルトランスミッション（iMT）」と呼称され、コンピューターがドライバーのクラッチ、シフト操作にあわせて、最適なエンジン回転数になるよう制御を行い、常時、スムーズな発進をサポートするとともに、ドライブモードセレクトでSPORTモードを選択すると、走行中の滑らかな変速をアシストする機能を有する。
2022年10月の一部改良ではガソリン車・ハイブリッド車共にパワートレインが刷新され、ガソリン車は2.0Lのダイナミックフォースエンジン「M20A-FKS」型に換装され、トランスミッションはCVTに一本化した上で、発進用ギアを備えた「Direct Shift-CVT」へ変更。駆動方式は前輪駆動のみとなった。なお、エンジンの換装により排出ガス性能が向上され、ハイブリッド車同様に「平成30年基準排出ガス75%低減レベル（☆☆☆☆☆）」認定を取得した。ハイブリッド車は電動モジュールが刷新され、フロントモーターが「1NM」型から「1VM」型へ変更。モーターの出力が向上されたことで、システム最高出力が従来型から13kW（18PS）向上され、103kW（140PS）となった。なお、パワートレイン刷新に伴って車両型式が変更となり、ガソリン車はMZEA12H型、ハイブリッド車はZWE219H型にそれぞれ変更された。
| モデル             | 販売期間             | エンジン・電気モーター | 排気量 (cc)      | タイプ                   | トランスミッション                 | 最高出力 (kW (PS)/rpm)  | 最大トルク (Nm (kgm)/rpm) |
| ガソリンエンジン   | ガソリンエンジン     | ガソリンエンジン       | ガソリンエンジン | ガソリンエンジン         | ガソリンエンジン                   | ガソリンエンジン        | ガソリンエンジン          |
| ------------------ | -------------------- | ---------------------- | ---------------- | ------------------------ | ---------------------------------- | ----------------------- | ------------------------- |
| G/G"X"/G"Z"        | 2018年6月-2022年10月 | 8NR-FTS型              | 1,196            | 直列4気筒 直噴DOHCターボ | Super CVT-i 6速iMT（前輪駆動のみ） | 85 (116) /5,200 - 5,800 | 185 (18.9) /1,500 - 4,000 |
| G/G"X"/G"Z"        | 2022年10月-          | M20A-FKS               | 1,986            | 直列4気筒 DOHC           | Direct Shift-CVT                   | 125 (170) /6,600        | 202 (20.6) /1,500 - 4,900 |
| ハイブリッド       |                      |                        |                  |                          |                                    |                         |                           |
| HYBRID G/G"X"/G"Z" | 2018年6月-2022年10月 | 2ZR-FXE型              | 1,797            | 直列4気筒 直噴DOHC       | 電気式無段変速機                   | 72 (98) /5,200          | 142 (14.5) /3,600         |
| HYBRID G/G"X"/G"Z" | 2018年6月-2022年10月 | 1NM型                  | -                | 交流同期電動機           | 電気式無段変速機                   | 163 (222)               | 163 (16.6)                |
| HYBRID G/G"X"/G"Z" | 2018年6月-2022年10月 | システム最高出力       | -                | -                        | 電気式無段変速機                   | 90 (122)                | -                         |
| HYBRID G/G"X"/G"Z" | 2022年10月-          | 2ZR-FXE型              | 1,797            | 直列4気筒 直噴DOHC       | 電気式無段変速機                   | 72 (98) /5,200          | 142 (14.5) /3,600         |
| HYBRID G/G"X"/G"Z" | 2022年10月-          | 1VM型                  | -                | 交流同期電動機           | 電気式無段変速機                   | 70 (95)                 | 185 (18.9)                |
| HYBRID G/G"X"/G"Z" | 2022年10月-          | システム最高出力       | -                | -                        | 電気式無段変速機                   | 103 (140)               | -                         |

リヤサスペンションは、2代目オーリスが下位グレードにトーションビーム式サスペンションを採用していたのに対し、全てのグレードでダブルウィッシュボーン式サスペンションに統一。また、「HYBRID G“Z”」「G“Z”」にメーカーオプションとして設定される「AVS」は、トヨタブランドの前輪駆動車としては日本国内において初採用。路面や走行状況に応じて瞬時に4輪それぞれの減衰力を切り替え、あらゆる路面で高級車並みの快適な走りを実現する」とアナウンスされている。ショックアブソーバーはKYBとの共同開発で、（旋回時のみ）ピストン摺動面の摩擦を増やしロールを抑えるという、従来のセオリーとは逆の斬新な発想で設計されている。2019年11月のマイナーチェンジでは、同時発売のカローラ/カローラツーリングと同様、運転者の目線の動きを計算した足回りのチューニングが新たに施され、ストレスの少ない走りを実現している。
この他電子制御により、フロント内輪にブレーキをかけアンダーステアを解消してハンドリングを向上させる、ACA（アクティブコーナリングアシスト）も採用している。

## 予防安全技術
第2世代型の予防安全パッケージ「Toyota Safety Sense」を全車に標準装備。プリクラッシュセーフティはミリ波レーダーと単眼カメラを組み合わせた方式を採用し、歩行者検知（昼間・夜間）・自転車運転者検知（昼間）機能を付加した機能を搭載。また、レーダークルーズコントロール使用時に、同一車線内中央を走行できるよう操舵を支援するレーントレーシングアシスト（LTA）、カメラで認識した道路標識をディスプレイに表示することで道路標識の見落としを減らし、安全運転を促すロードサインアシスト（RSA）といった第2世代型の新機能に加え、レーダークルーズコントロール（全車速追従機能付）、オートマチックハイビームが含まれる。
2022年10月の一部改良では更に進化し、プリクラッシュセーフティは交差点右折時の対向直進車や右左折時の対向方向から来る横断歩行者・自動車運転者の検知にも対応。RSAは道路標識だけでなく信号機にも対応し、赤信号を認識している場合に、信号の見落としにより交差点に進入する可能性があるとシステムが判断した場合にディスプレイの表示とブザーで注意喚起する赤信号の告知機能を追加。発進遅れ認識機能は従来からの先行車発進時だけでなく、信号機が赤から青に変わったときのうっかり出遅れにも対応。新機能として、運転状況に応じたリスクの先読みを行うことで危険に近づきすぎないように運転操作をサポートするプロアクティブドライビングアシスト、LTA制御中にドライバーの無操作状態が継続している場合、音・表示・緩減速による警告でドライバーに操作を促すほか、ハザード・ホーン・ストップランプで車外に異常を報知しながら自車線内で減速停車し、停車後にドア開錠や「ヘルプネット」自動接続による救命要請も行うドライバー異常時対応システムも装備された。さらに、ソフトウェアアップデートに対応したことで、購入後でも安全性能の最新化が可能となった。
「Toyota Safety Sense」以外にも、駐車時における衝突緩和や被害軽減に寄与する機能としてパーキングサポートブレーキも備わっており、クリアランスソナーに静止物との接触を緩和する機能を備えたことで前後進行方向にある壁などの障害物を検知している場合、発進時に出力を抑制、更に距離が縮まると衝突被害軽減ブレーキが作動する前後方静止物と、駐車場から後退するときにレーダーで自車の左右方向から接近する車両を検知してドアミラー内のインジケーターの点滅とブザーでドライバーに注意喚起し、衝突の危険性がある場合には自動的にブレーキ制御も行う後方接近車両があり、前後方静止物は全車標準装備、後方接近車両は全車メーカーオプション設定となる。

## モータースポーツ

### BTCC

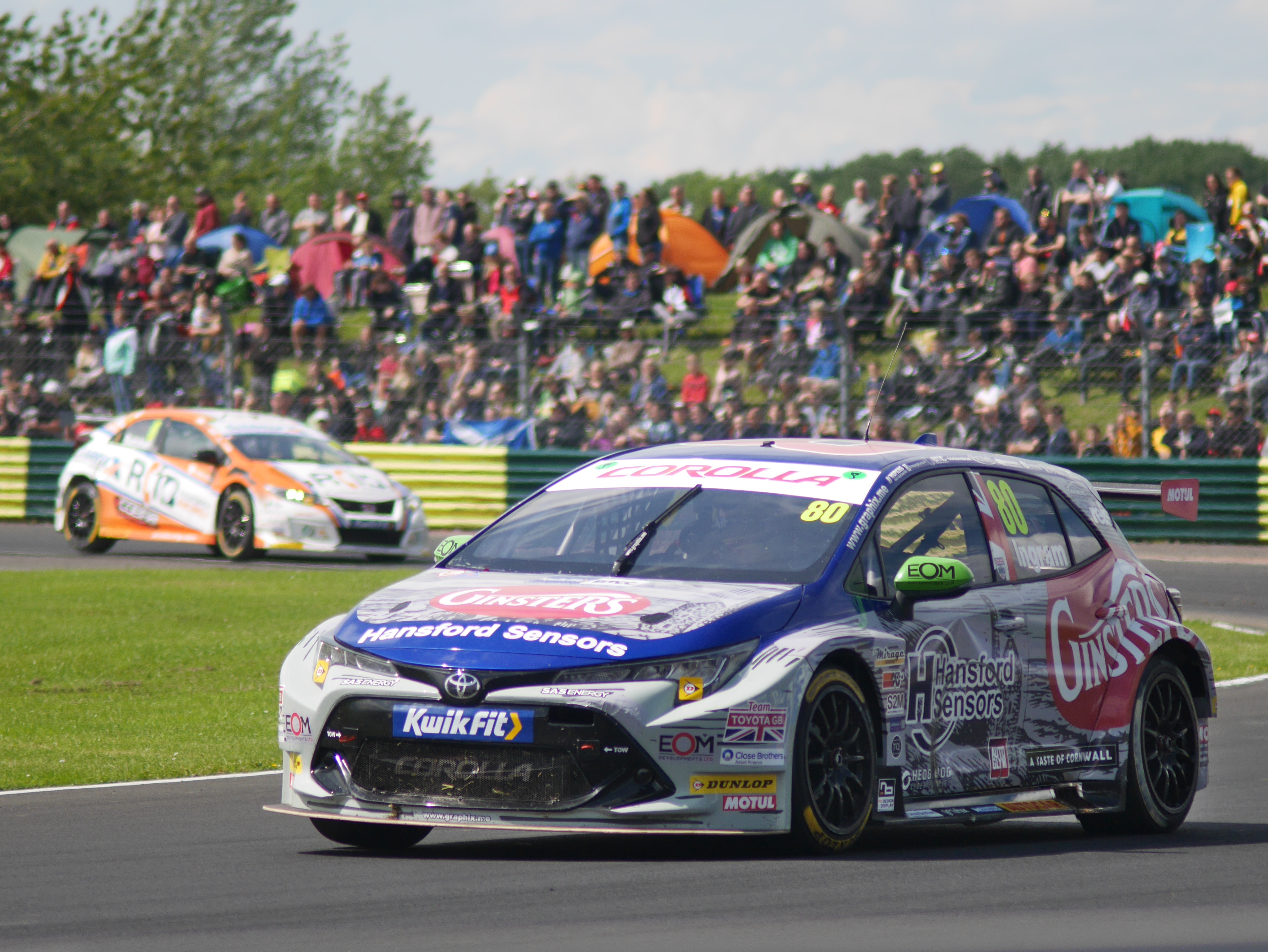
2019年クロフト・サーキットにて

2019年のイギリスツーリングカー選手権（BTCC）において、それまでトヨタ・アベンシスを用いてきたスピードワークス・モータースポーツを支援する形でマニュファクチャラー復帰する英国トヨタは、カローラスポーツをベースとした『カローラBTCC』を開発。運営が供給する「TOCAエンジン」の2.0Lターボを採用した。食品会社のGinsterがメインスポンサーとなり、『Team Toyota GB with Ginsters』として参戦を開始した。ドライバーは同チームでインディペンデント王者となったトム・イングラム。初年度は4勝を挙げてランキング6位につけた。
2020年からはメーカー支援の強化により『TOYOTA GAZOO Racing UK with Ginsters』を名乗り、ドイツのトヨタ・モータースポーツGmbH（TMG、現・トヨタ・ガズー・レーシング・ヨーロッパ）と提携してマシン開発を行った。同年は3勝でランキング4位につけた。
2021年はスポンサーのバッティングにより、イングラムとGinsterが離脱。赤白黒のTGRカラーの2台体制となる。
2023年からTOCAエンジンをやめて、トヨタの量産エンジンをベースとするものに切り替えた。
この他将来ハイブリッドシステムをテストするためのマシンとしても、カローラBTCCが選ばれている。

### フォーミュラ・ドリフト
2018年春、市販に先駆けて日本のチューナーのRS☆Rが支援する、北米のPapadakis Racingがカローラスポーツをフォーミュラ・ドリフト仕様に改造。後輪駆動に換装され、心臓部には1000馬力のトヨタ・2ARエンジンを収める。エナジードリンクのロックスターにカラーリングされ、ドライバーは2015年王者のフレデリック・オズボーが務める。開幕戦ロングビーチでデビューウィンを飾り、2018・2019年と年間ランキングでは2位の好成績を収めている。

### スーパー耐久

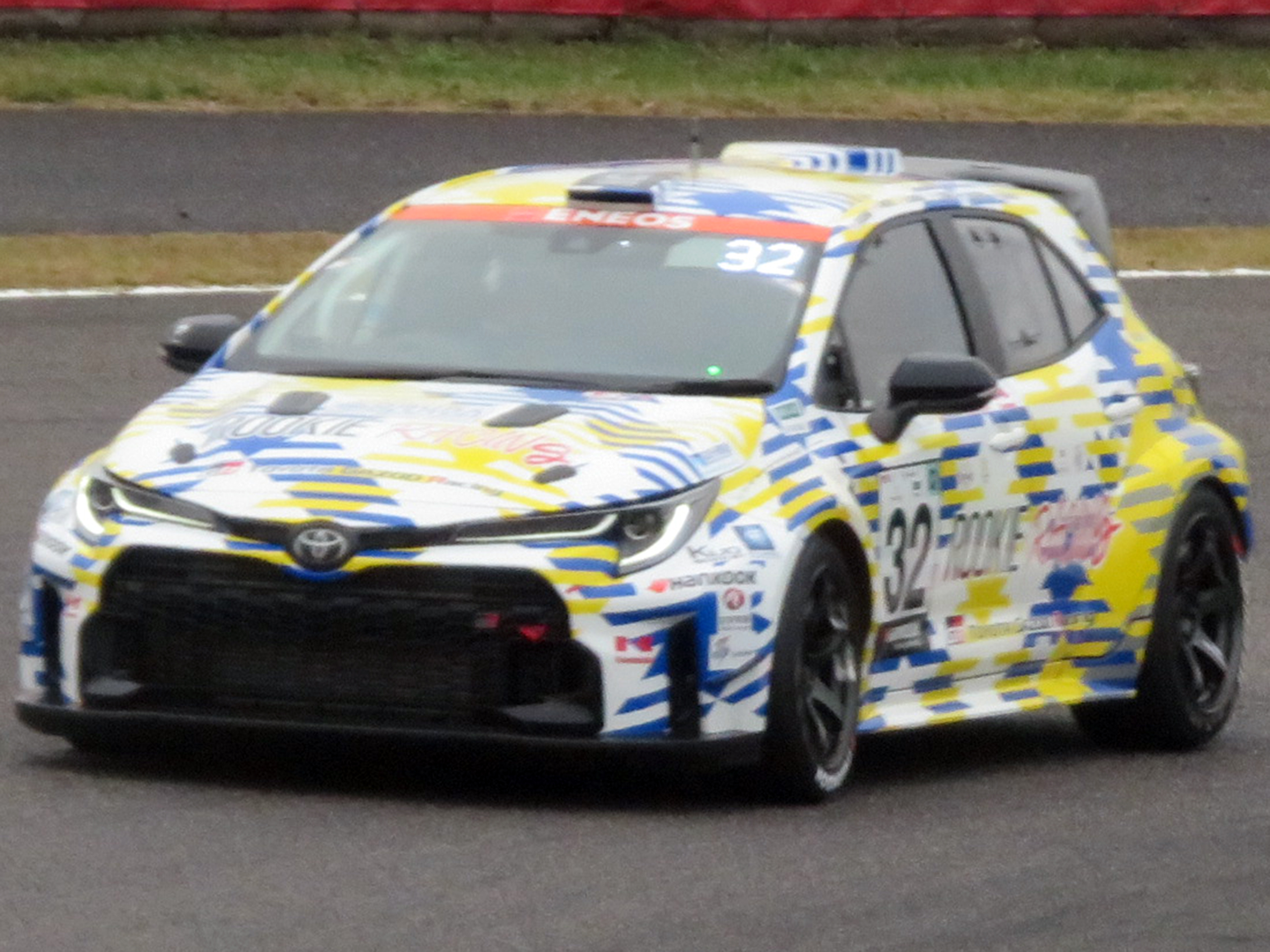
富士24時間に参戦する、水素エンジンのカローラ

2021年5月の富士24時間レースで、トヨタのワークスチームであるROOKIE Racingよりカローラスポーツが参戦。GRヤリスの3気筒エンジンをベースとした水素エンジンと同車の4WDシステムを採用し、『Corolla H2 Concept』を名乗る。世界初の水素エンジンによるレース参戦は、一般メディアでも大きく報道された。
決勝ではモリゾウこと豊田章男社長含む7名のプロレーサーがドライブし、358周をこなして完走を果たした。その後もスーパー耐久に参戦し、毎戦進化を重ねた。最初7～8分かかっていた充填時間はシーズン終了時には1分半に短縮され、ラップタイムも最初はST-5といい勝負だったのが、ST-4に匹敵するまでになった。
2022年の富士24時間レースではTOYOTA GAZOO Racing WRTの監督を務めるヤリ＝マティ・ラトバラもサプライズ参戦。プレイグニッション（早期着火）の問題があって走行時間は前年より伸ばせなかったが、周回数は478周まで伸ばした。このレース以降は外観をGRカローラに変更して参戦している。

## 車名の由来
「COROLLA」はラテン語で「花の冠」の意味を持つ。
「SPORT」はスポーツカー（SPORTS CAR）に由来すると思われるが、トヨタによると『若々しくかっこいい、さらに、スポーティな印象を与えるカローラ。』とのことである。